# 7,92×33 mm Kurz
A 7,92x33mm Kurz egy német gyártmányú köztes lőszer, melyet 1938-ra fejlesztettek ki, a Harmadik Birodalom hadserege számára. A lőszertípus a 7,92×57 mm Mauser és a 9×19 mm Parabellum lőszerek közti átmenetnek számít, a második világháború során elsősorban ismétlőpuskáknál használták, de ezzel a lőszerrel működött az első modern gépkarabély, a Sturmgewehr 44 is.

## Története
A két világháború között a német hadsereg két lőszertípust használt. A 7,92x57mm Mauser puskalőszert, melyet elsősorban a standard gyalogsági karabélynál, a Karabiner 98k-nál használtak illetve a 9x19mm Parabellum pisztolylőszert, mely a pisztolyok és a géppisztolyok lőszere volt. Időközben azonban megnőtt az igény egy köztes lőszer kifejlesztésére, melyet egy kisebb, könnyebben kezelhető karabélyban lehetett volna használni és amely átmenetet jelentett volna a pisztoly és puska lőszerek közt.
Az új, "hiánypótló" lőszer a Mauserrel azonos kaliberrel rendelkezik, de a hüvely hosszúságát 24 mm-rel csökkentették. Méretének köszönhetően a Kurz lőszer kisebb visszarúgást okozott a fegyverben a Mauser lőszerhez képest, ezáltal a fegyvert kezelhetőbbé téve, ugyanakkor csökkent a lövedék átütőereje is, az elődtípushoz képest, de - mint később a tapasztalatok bebizonyították - a Kurz lőszer is elég volt ahhoz, hogy az ellenséget átlagosan 300 m-ről megállítsa.
Hatékonyságának és könnyű alkalmazhatóságának köszönhetően ez a lőszertípus vált az első modern - hadrendbe állított - gépkarabély, a Sturmgewehr 44 lőszerévé, ezáltal fontos szerepet töltve be a gépkarabélyok fejlődésének történetében.
A második világháború után több ország hadereje is tesztelte a lőszert, a FN FAL gépkarabély első prototípusai is ezt a lőszert tüzelték. A háború után huzamosabb ideig gyártották az NDK-ban, Csehszlovákiában és Egyiptomban. Napjainkban már csak a szerbiai Prvi Partizan fegyvergyártó cég gyártja, köszönhetően annak, hogy a Közel-Kelet néhány országában még használják a Sturmgewehr 44 gépkarabélyt, a helyi konfliktusokban.

## A töltényt alkalmazó fegyverek
- Sturmgewehr 44
- Sturmgewehr 45(M)
- HIW VSK
- Volkssturmgewehr 1–5
- Wimmersperg Spz
- FN FAL (első prototípusok)
- CETME (első prototípusok)